# Eocyclotosaurus
 (décembre 2018).
Si vous disposez d'ouvrages ou d'articles de référence ou si vous connaissez des sites web de qualité traitant du thème abordé ici, merci de compléter l'article en donnant les références utiles à sa vérifiabilité et en les liant à la section « Notes et références ».
Genre
Espèces de rang inférieur
- † E. lehmani Kamphausen et Morales, 1981
- † E. wellesi Schoch, 2000
- † E. appetolatus Rinehart, Lucas et Schoch, 2015

Eocyclotosaurus est un genre éteint de temnospondyles capitosauriens du Trias moyen (Anisien).

## Description

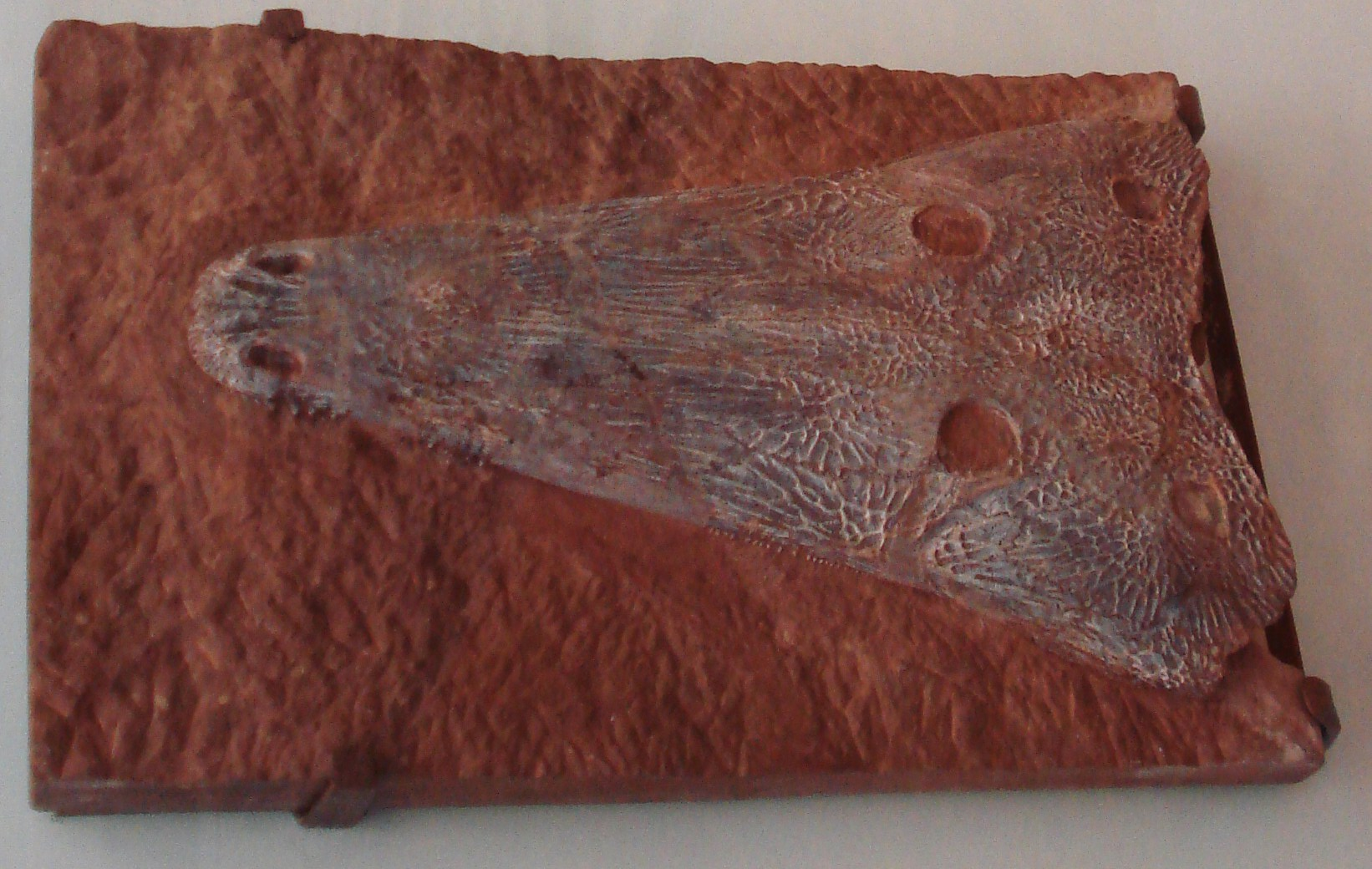
Crâne fossile
d'Eocyclotosaurus voschmidti.

Il mesurait plus de 1 mètre et avait un crâne de 22 cm.